# Port Neches (Teksas)
Port Neches je grad u američkoj saveznoj državi Teksas. Prema popisu stanovništva iz 2010. u njemu je živjelo 13.040 stanovnika.